# Anastasia Griffith
Anastasia Griffith (Parigi, 23 marzo 1978) è un'attrice inglese, nota per le partecipazioni a serie televisive come Trauma, Damages e C'era una volta.

## Biografia
Nata a Parigi da madre irlandese e padre americano, Anastasia cresce nella zona orientale di Londra con sei fratelli più grandi, uno dei quali è l'attore Jamie Bamber.
Diplomatasi in Storia dell'Arte all'Università di Bristol, segue quindi i corsi di recitazione della London Academy of Music and Dramatic Art  prima di debuttare nel 2004 in un ruolo minore nel film per la tv She's Gone.

## Carriera
Nello stesso anno, sul set di Dirty Filthy Love, dove è co-protagonista, incontra l'attore gallese Michael Sheen, con il quale ha una storia sentimentale.
Tra il 2004 e il 2005 recita anche nella commedia Alfie, nel cortometraggio Turn, in Shadow of the Sword - La leggenda del carnefice e nella commedia britannica The Worst Week of My Life.
Nel dicembre 2006 trasloca a New York e un mese dopo, con un'audizione improvvisata in cui le viene richiesto di imitare l'accento americano, ottiene il ruolo di Katie Connor nella serie televisiva FX Damages. Nella seconda stagione il suo ruolo si amplia.
Compare come guest star in diverse serie tv, ad esempio nell'episodio Paternity, nella nona stagione di Law & Order - Unità vittime speciali e nel secondo episodio della serie TV New Amsterdan.
Viene quindi chiamata a far parte del cast della serie televisiva della NBC Trauma, andato in onda negli USA a partire da settembre 2009. La serie viene cancellata dopo 18 episodi. La Griffith compare quindi a partire dal giugno 2010 nella seconda stagione della serie Royal Pains, dove interpreta la dottoressa Emily Peck.
Nel 2011 interpreta Ivy Rose nel film televisivo And Baby Will Fall della Lifetime.
Tra il 2011 e il 2013 compare in alcuni episodi della serie televisiva fantasy C'era una volta, nel ruolo di Kathryn Nolan, mentre nel 2012 prende parte alla serie televisiva Copper, dove interpreta Elizabeth Haverford.
Nel 2014 prende parte alla prima stagione della serie The Mysteries of Laura, nell'episodio "The mystery of the fateful fire" ,dove interpreta il personaggio di Angela Ryan.

## Televisione
- Damages – serie TV (2007-2012)
- Law & Order - Unità vittime speciali (Law & Order: Special Victims Unit) – serie TV, episodio 9x09 (2007)
- Trauma – serie TV (2009-2010)
- C'era una volta – serie TV (2011-2013)
- Copper – serie TV (2012-2013)

## Doppiatrici italiane
Nelle versioni in italiano delle opere in cui ha recitato, Anastasia Griffith è stata doppiata da:
- Laura Facchin in Damages
- Emanuela Baroni in Trauma
- Ilaria Giorgino in C'era una volta
- Georgia Lepore in Copper
- Francesca Fiorentini in Banshee - La città del male
- Emanuela Rossi in Elementary
- Sabrina Duranti in Rivals